# 牢梁
牢梁（?—?），西汉末年宦官。
汉元帝时，牢梁为中书仆射，与中书令宦官石显、少府五鹿充宗结党擅权、专权恣肆，凡是依附他们的人均得宠信，否则即受排斥打击。当时民间以歌谣讽刺：“牢邪、石邪，五鹿客邪？印何累累，绶若若邪！”讥讽他们朋比为奸专权据势。汉成帝即位，石显失势，被被劾免官，牢梁也被免官，之后不知所终。